# Lepelschelp
De lepelschelp (Cochlodesma praetenue) is een tweekleppigensoort uit de familie van de Periplomatidae. De wetenschappelijke naam van de soort werd in 1799 voor het eerst geldig gepubliceerd door Pulteney.

## Verspreiding en leefgebied
Deze soort komt voor in de Europese zeeën.